# Lucille Ball
Lucille Désirée Ball (Jamestown, New York, 6 augustus 1911 – Beverly Hills (Californië), 26 april 1989) was een Amerikaanse actrice en comédienne, bekend als Lucy Ricardo in de televisieserie I Love Lucy. 

## Kinderjaren en vroege carrière
Haar vader Henry Durrell Ball (1887-1915) was van Schotse afkomst. Haar moeder Desiree Eve Hunt (1892-1977) was van Frans-Engels-Ierse afkomst. Na de dood van haar vader werden Lucille en haar broer Fred door haar moeder en grootouders opgevoed. Haar grootvader was een fervent aanhanger van het theater en stimuleerde Lucy om op school mee te spelen in toneelstukken. Ze schreef zich in bij de John Murray Anderson School for the Dramatic Arts. Daar had ze echter een zware concurrente die haar overtroefde, Bette Davis. De leraren zeiden dat ze geen toekomst had en Ball keerde terug naar huis.
In 1932 verhuisde ze naar New York om er actrice te worden en had daar eerst succes als model. Maar haar carrière kwam niet van de grond en een jaar later verhuisde ze naar Hollywood. Daar kreeg ze kleine filmrollen en werd bevriend met de ster Ginger Rogers. Een van haar eerste bijrollen was in Chatterbox in 1936 waarin ze een temperamentvolle actrice speelt: Het was de eerste keer dat haar naam werd vermeld in de aftiteling. 
Ze speelde vooral in B-films en kreeg de titel Queen of the B's. De King of the B's was Macdonald Carey.

## I Love Lucy
In 1940 ontmoette ze de Cubaanse bandleider Desi Arnaz. De twee werden verliefd en trouwden. Het koppel kreeg veel media-aandacht. Twee jaar later moest Arnaz het leger in en was hij ontrouw. Door een knieblessure mocht hij uit het leger. In 1944 vroeg Ball de scheiding aan, maar kwam daar later op terug.
In 1948 kreeg ze een rol in een radioprogramma, dat een succes werd. CBS vroeg haar om hiervan een tv-versie te maken. Ze wilde dit enkel doen als ze met haar man kon werken en zo werd het immens populaire I Love Lucy geboren. Het koppel had een eigen productiehuis gestart: Desilu Productions. CBS was echter niet onder de indruk van de pilotaflevering, maar nadat Ball en Arnaz met veel succes een tournee deden in het vaudevilletheater kwam de serie op televisie.
Ball wilde samen met Arnaz werken om haar huwelijk te redden. In 1951 werd hun eerste kind geboren, Lucie Arnaz, een jaar later volgde Desi Arnaz Jr. De zwangerschap moest ook op televisie komen maar daar was CBS niet voor te vinden, uiteindelijk mocht het dan toch maar ze mochten het woord “zwanger” niet gebruiken maar moesten “in verwachting” zeggen. In 1957 werd de laatste aflevering van I Love Lucy uitgezonden.
In 1953 moest Ball voor de House Committee on Un-American Activities verschijnen omdat ze zich, op aandringen van haar socialistische grootvader, had geregistreerd als aanhanger van de Communistische partij voor de voorverkiezingen van 1936.
Op 4 mei 1960, enkele weken na het opnemen van de laatste aflevering van The Lucy-Desi Comedy Hour scheidde het koppel. Maar Arnaz bleef tot aan zijn dood in 1986 goed bevriend met Ball.
Een jaar later trouwde Ball met de stand-upcomedy-acteur Gary Morton die 12 jaar jonger was. Hij had haar nooit gezien op televisie, omdat hij zelf optrad op primetime als Lucy op tv kwam. Hij kreeg een job bij Desilu (Ball had Arnaz inmiddels uitgekocht).
Op aanbeveling van Ball werd bij Desilu een pilotaflevering van Star Trek geproduceerd die aan CBS werd aangeboden. Desilu was tot 1967 medeproducent.

## Einde van de carrière
Na The Lucy-Desi Comedy Hour, waar vijf van de castleden aan deelnamen, kreeg Lucille een eigen serie, The Lucy Show (1962–1968) met Gale Gordon en Vivian Vance, ook die was weer een succes. Vivian Vance kreeg de naam Viv, die naam kreeg ze omdat ze het beu was om op straat met Ethel aangesproken te worden. In 1968 (na The Lucy Show) verkocht Lucille Desilu en richtte ze Lucille Ball Production op. Lucilles derde sitcom was Here's Lucy (1968–1974), gespeeld met haar echte kinderen, Lucie Arnaz en Desi Arnaz jr. Ook in deze serie was Gale Gordon haar tegenspeler. In 1986 maakte ze een comeback met de serie Life with Lucy, na aanraden van haar tweede echtgenoot (Gary Morton). Deze serie werd al geannuleerd door ABC toen deze nog geen twee maanden speelde. 
Na I love Lucy speelde Lucille nog in verschillende films waaronder Yours, Mine, and Ours (1968), en de musical Mame (1974) en  Stone Pillow (1985). Ook was ze te gast in verschillende shows. In 1989 bij de 61e Academy Awards (een maand voor haar overlijden), reikte ze samen met Bob Hope de Academy Awards uit, ze kreeg toen een staande ovatie.  
Ball stierf in 1989 door een gescheurde aorta op 77-jarige leeftijd en werd gecremeerd. Ze werd begraven op het Forest Lawn Memorial Park in de Hollywood Hills.
In 2005 werd Ball gekozen tot Amerika's meest geliefde overleden ster.

## Filmografie

### Figurantenrollen
- 1933 · The Bowery
- 1933 · Broadway Through a Keyhole
- 1933 · Blood Money
- 1933 · Roman Scandals
- 1934 · Moulin Rouge
- 1934 · Nana
- 1934 · Hold That Girl
- 1934 · Bottoms Up
- 1934 · The Affairs of Cellini
- 1934 · Murder at the Vanities
- 1934 · Bulldog Drummond Strikes Back
- 1934 · Perfectly Mismated
- 1934 · Kid Millions
- 1934 · Men of the Night
- 1934 · Broadway Bill
- 1934 · Jealousy
- 1934 · Fugitive Lady
- 1935 · Behind the Evidence
- 1935 · His Old Flame
- 1935 · Carnival
- 1935 · The Whole Town's Talking
- 1935 · Roberta
- 1935 · I'll Love You Always
- 1935 · A Night at the Biltmore Bowl
- 1935 · Old Man Rhythm
- 1935 · Top Hat
- 1935 · The Three Musketeers
- 1936 · Muss 'em Up
- 1936 · Swing It
- 1936 · Winterset
- 1937 · There Goes My Girl
- 1950 · A Woman of Distinction
- 1967 · A Guide for the Married Man

### Bijrollen / Hoofdrollen
- 1934 · Three Little Pigskins
- 1935 · I Dream Too Much
- 1936 · Chatterbox
- 1936 · Follow the Fleet
- 1936 · The Farmer in the Dell
- 1936 · Bunker Bean
- 1936 · So and Sew
- 1936 · One Live Ghost
- 1936 · That Girl from Paris
- 1937 · Don't Tell the Wife
- 1937 · Stage Door
- 1938 · Go Chase Yourself
- 1938 · Joy of Living
- 1938 · Having Wonderful Time
- 1938 · The Affairs of Annabel
- 1938 · Room Service
- 1938 · Annabel Takes a Tour
- 1938 · Next Time I Marry
- 1939 · Beauty for the Asking
- 1939 · Twelve Crowded Hours
- 1939 · Panama Lady
- 1939 · Five Came Back
- 1939 · That's Right - You're Wrong
- 1940 · The Marines Fly High
- 1940 · You Can't Fool Your Wife
- 1940 · Dance, Girl, Dance
- 1940 · Too Many Girls
- 1941 · A Girl, a Guy, and a Gob
- 1941 · Look Who's Laughing
- 1942 · Valley of the Sun
- 1942 · The Big Street
- 1942 · Seven Days' Leave
- 1943 · Du Barry Was a Lady
- 1944 · Meet the People
- 1945 · Without Love
- 1946 · Ziegfeld Follies
- 1946 · The Dark Corner
- 1946 · Two Smart People
- 1946 · Lover Come Back
- 1946 · Easy to Wed
- 1947 · Lured
- 1947 · Her Husband's Affairs
- 1949 · Sorrowful Jones
- 1949 · Miss Grant Takes Richmond
- 1949 · Easy Living
- 1950 · Fancy Pants
- 1950 · The Fuller Brush Girl
- 1951 · The Magic Carpet
- 1953 · I Love Lucy
- 1954 · The Long, Long Trailer
- 1956 · Forever, Darling
- 1956 · I Love Lucy Christmas Show
- 1960 · The Facts of Life
- 1963 · Critic's Choice
- 1964 · Mr. and Mrs.
- 1966 · Lucy in London
- 1968 · Yours, Mine and Ours
- 1974 · Mame
- 1974 · Happy Anniversary and Goodbye
- 1975 · Lucy Gets Lucky
- 1976 · What Now, Catherine Curtis?
- 1977 · Lucy Calls the President
- 1985 · Stone Pillow

## Naleven
In de Amazon Studios werd in 2021 de film ‘Being the Ricardos’ opgenomen door regisseur Aaron Sorkin. De biopic speelt zich af in september 1952 rond drie thema's: de eerste periode van The Lucy Show, de tweede zwangerschap van Lucille Ball terwijl haar man Desi Arnaz de bloemetjes buiten zet, en de communistenjacht door Joseph McCarthy c.s. In "Being the Ricardos"   vertolkt Nicole Kidman de rol van Lucille Ball en Javier Bardem speelt Desi Arnaz.